# Saint-Michael (Alberta)
Ne doit pas être confondu avec Saint-Michael.
Saint-Michael est un hameau (hamlet) du Comté de Lamont, situé dans la province canadienne d'Alberta.